# La Celle-Dunoise
La Celle-Dunoise è un comune francese di 636 abitanti situato nel dipartimento della Creuse nella regione della Nuova Aquitania.

## Società

### Evoluzione demografica
Abitanti censiti